# ブリンクコンパレータ

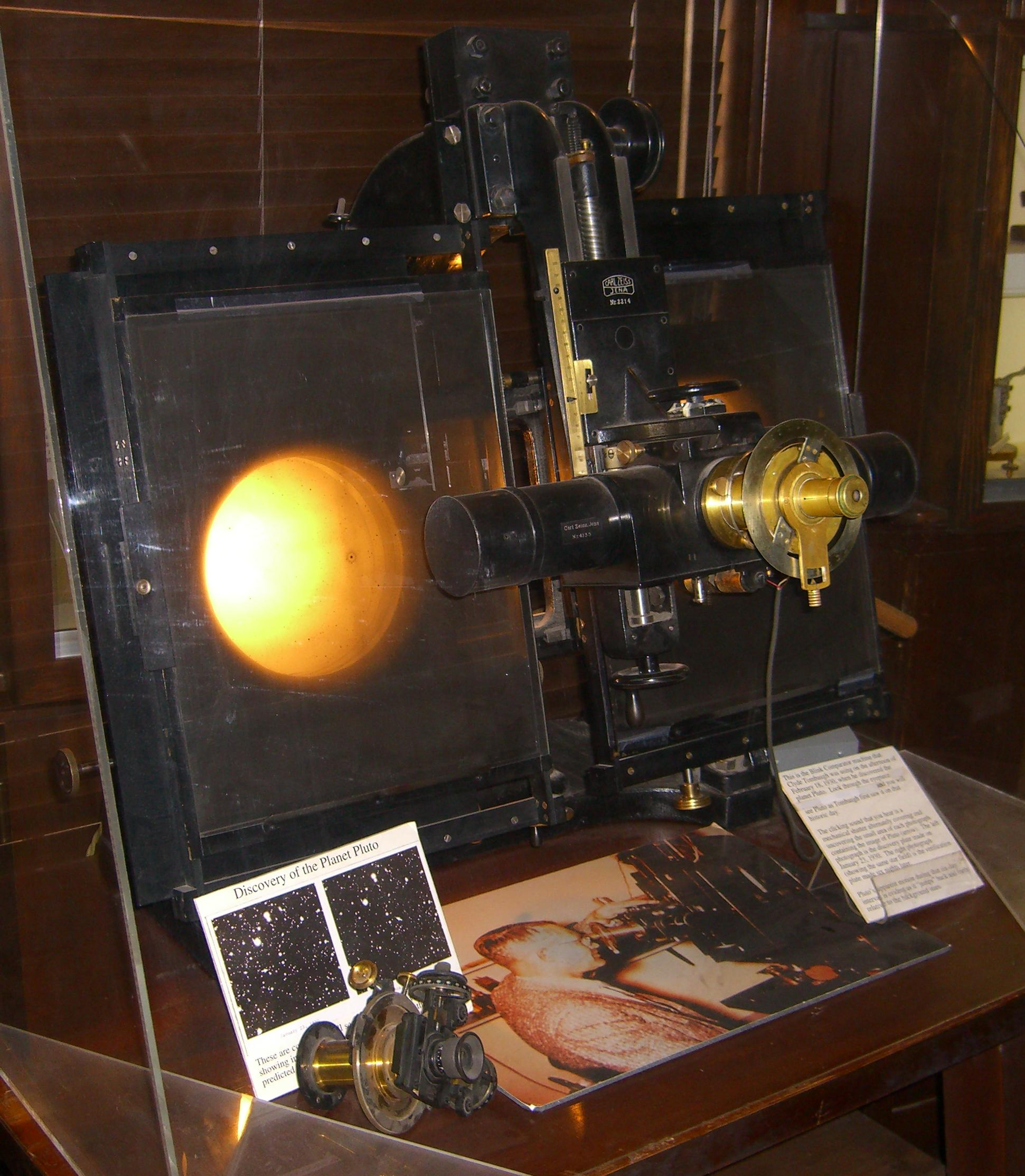
1930年の冥王星発見時に使われた ローウェル天文台のブリンクコンパレータ

ブリンクコンパレータ (英: blink comparator) 、または点滅コンパレーター、点滅比較計は、小惑星や彗星などの太陽系小天体や変光星などを発見するために用いられていた観測装置の1つ。1904年にカール・ツァイスの物理学者カール・プルフリッヒによって発明された。
撮影時刻の異なる同一星野の2枚の写真を、素早く切り換えて見比べることで、位置や明るさが変わった天体を発見することができる。たとえば、明るさだけが変わる変光星や新星などは「またたき (blink) 」するように見え、小惑星や彗星は跳ねるように位置を変えて見えるため、容易に発見することができる。
ブリンクコンパレータによって発見された天体の中でも、冥王星発見の事例はよく知られている。1930年、クライド・トンボーは、ローウェル天文台の13インチ反射望遠鏡で撮られた写真をツァイス社製ブリンクコンパレータで見比べることによって冥王星を発見した。
天体の撮像方法が、写真乾板からCCDカメラによるデジタル保存に代わって以降は、従来のような物理的なブリンクコンパレータを使用せずともPCの画面上で簡単に複数の星野写真の比較ができるようになった。また21世紀現在では、人間の目よりも画像差分検出アルゴリズムの方が効果的に動く天体を検出できるため、ブリンクコンパレータは用いられていない。動く方向と速度が既にわかっている天体の正確な位置を測定するには、「トラック・アンド・スタック (track and stack)」と呼ばれるソフトウェア技術が使用される。これは、観測対象の天体を固定した状態で複数の画像を重ね合わせ、周囲の星の軌跡の中に点像として浮かび上がらせる手法である。この手法は、動く天体が非常に暗い場合に有効である。